# جالنا
جالنا
شهر جالنا (به انگلیسی: Jalna) با جمعیت ۲۹۰٫۷۵۲ نفر در ایالت مهاراشترا در کشور هند واقع شده‌است.